# Гродзіще (Польковицький повіт)
Ґродзіще (пол. Grodziszcze) — село в Польщі, у гміні Грембоциці Польковицького повіту Нижньосілезького воєводства. Населення — 64 особи (2011).
У 1975-1998 роках село належало до Легницького воєводства.

## Демографія
Демографічна структура станом на 31 березня 2011 року:
|          | Загалом | Допрацездатний вік | Працездатний вік | Постпрацездатний вік |
| -------- | ------- | ------------------ | ---------------- | -------------------- |
| Чоловіки | 37      | 4                  | 33               | 0                    |
| Жінки    | 27      | 6                  | 16               | 5                    |
| Разом    | 64      | 10                 | 49               | 5                    |